# Heteroconis axeli
Heteroconis axeli là một loài côn trùng trong họ Coniopterygidae thuộc bộ Neuroptera. Loài này được New in New & Sudarman miêu tả năm 1988.